# Бандурівська сільська рада (Гайворонський район)
| Бандурівська сільська рада — колишній орган місцевого самоврядування у Гайворонському районі Кіровоградської області з адміністративним центром у с. Бандурове. Сільській раді були підпорядковані населені пункти: - с. Бандурове |

## Склад ради
Рада складалася з 18 депутатів та голови.

### Керівний склад ради
| ПІБ                        | Основні відомості                                                               | Дата обрання | Дата звільнення |
| -------------------------- | ------------------------------------------------------------------------------- | ------------ | --------------- |
| Лозовий Віктор Миколайович | Сільський голова, 1963 року народження, освіта, член народної партії            | 26.03.2006   | 31.10.2010      |
| Мельник Юлія Іванівна      | Сільський голова, 1958 року народження, освіта середня спеціальна, позапартійна | 18.09.2011   |                 |

Примітка: таблиця складена за даними джерела

## Населення
Згідно з переписом УРСР 1989 року чисельність наявного населення села становила 2716 осіб, з яких 1156 чоловіків та 1560 жінок.
За переписом населення України 2001 року в селі мешкало 1987 осіб.

### Мова
Розподіл населення за рідною мовою за даними перепису 2001 року:
| Мова       | Відсоток |
| ---------- | -------- |
| українська | 98,48 %  |
| російська  | 1,21 %   |
| молдовська | 0,15 %   |
| болгарська | 0,05 %   |
| вірменська | 0,05 %   |